# Fontana del Marinaretto

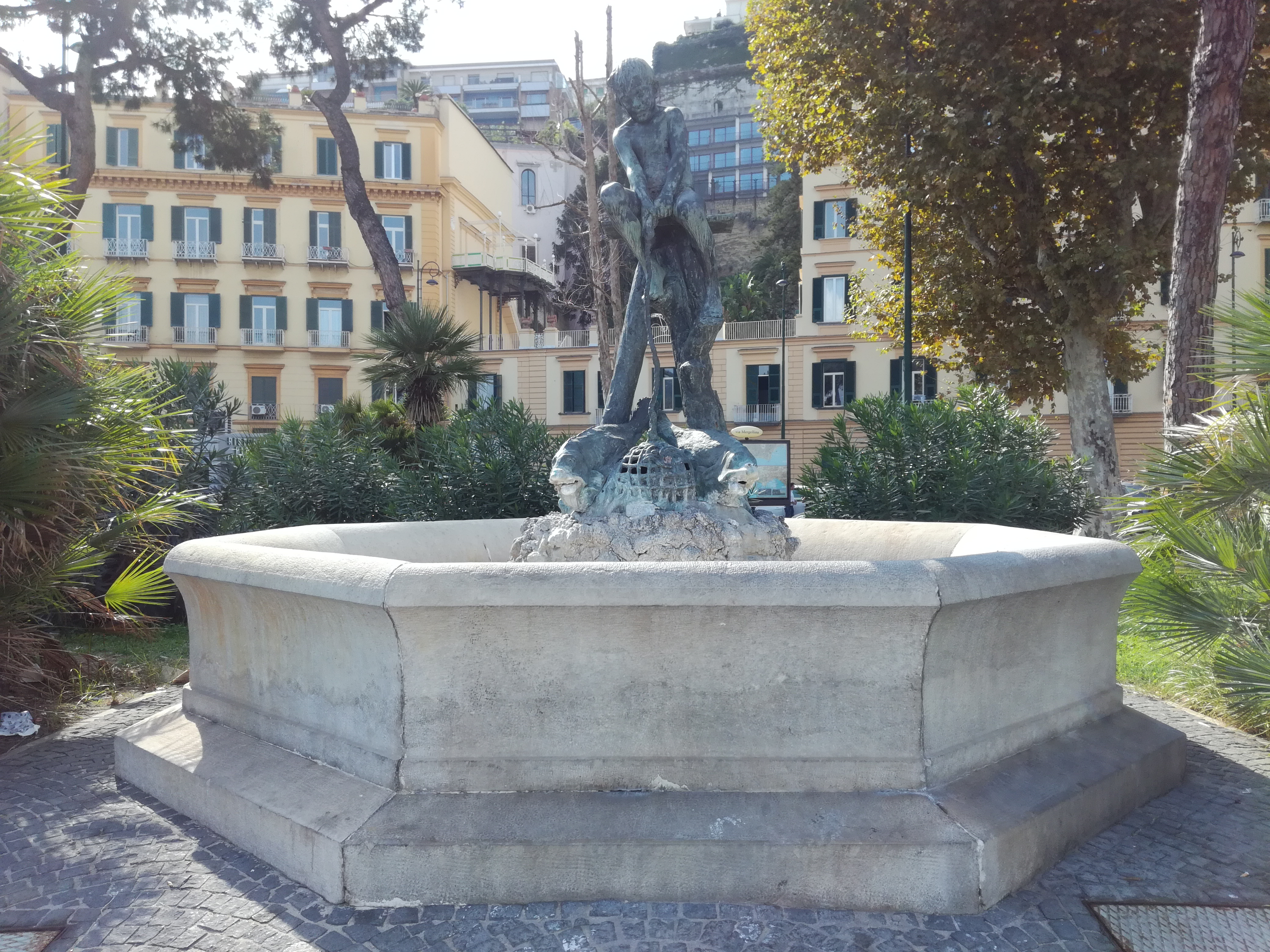
La fontana del Marinaretto

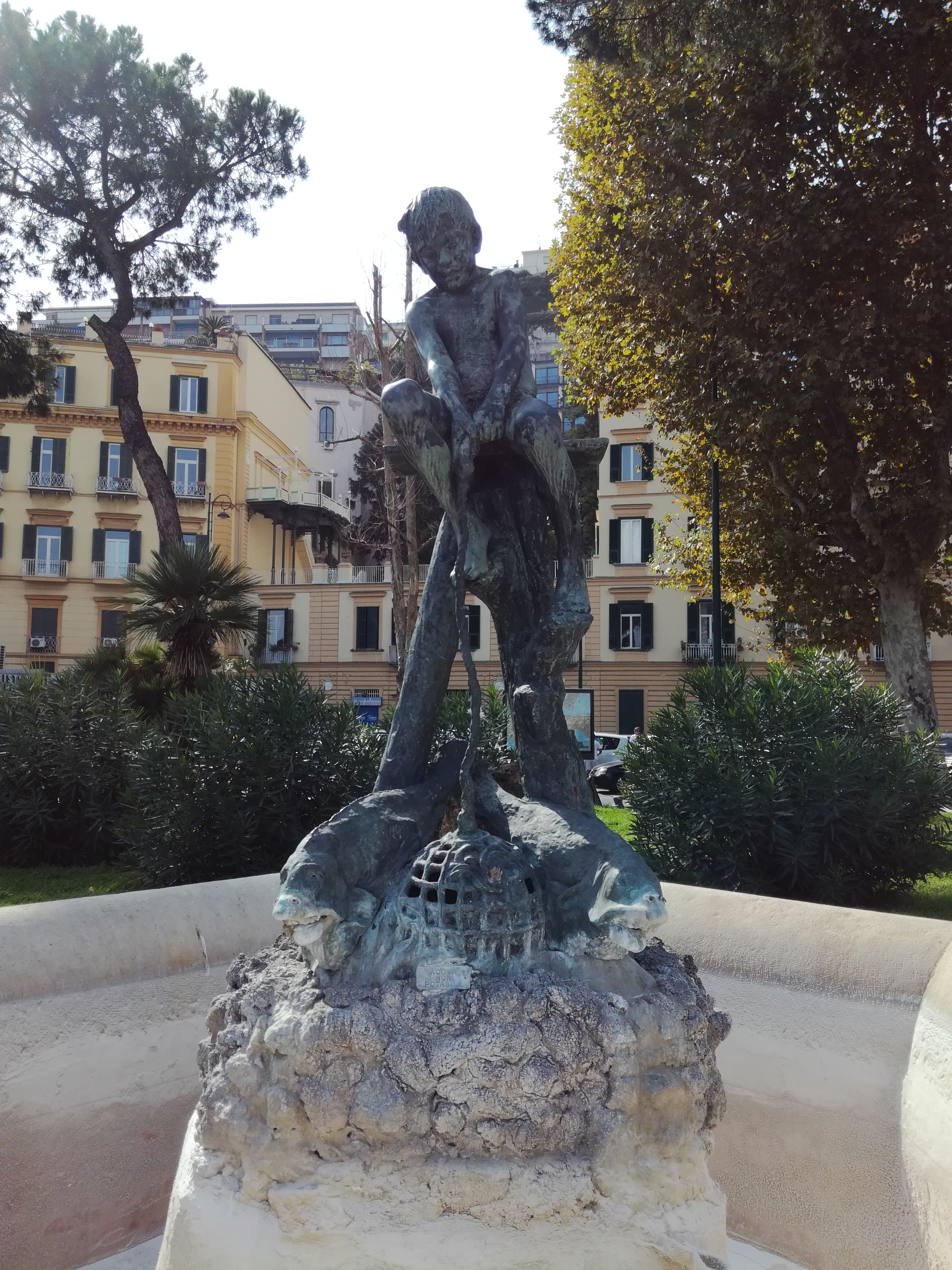
Particolare

La fontana del Marinaretto è una fontana di Napoli ubicata in largo Barbaja a Mergellina.
Fu costruita nei primi del Novecento dallo scultore Raffaele Marino, rifacendosi alla statua di Vincenzo Gemito.
La fontana presenta una vasca ottagonale in marmo ed è impreziosita da una figura in bronzo di un giovane pescatore seduto su di una tavoletta posta su un tronco con uno scoglio sottostante; accanto, una nassa e un pesce. In origine i pesci erano due, ma uno di essi fu trafugato.